# تلویزیون در ایتالیا

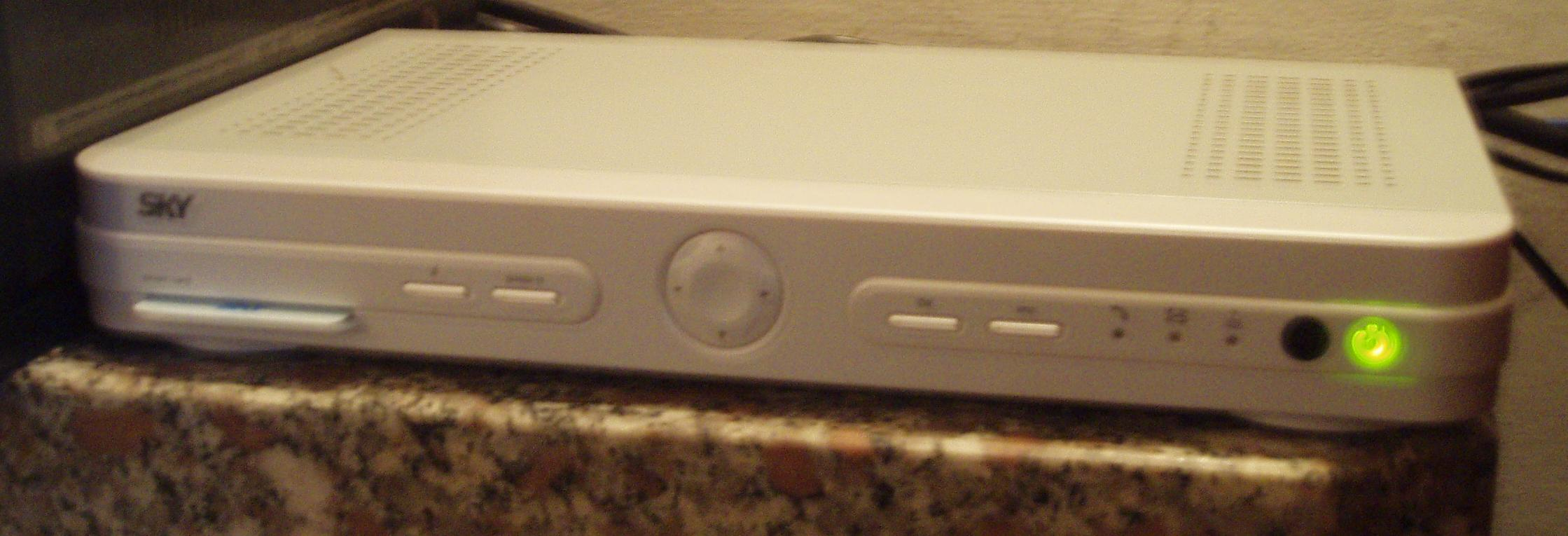
تصویری از اولین تلویزیون‌ها در ایتالیا

تلویزیون در ایتالیا (انگلیسی: Television in Italy)، با آغاز اولین پخش آزمایشی برنامه، در ۱۹۳۹ شروع به فعالیت کرد، هرچند این دوره پخش برنامه تلویزیون خیلی کوتاه بود: هنگامی که رژیم فاشیستی ایتالیا در سال ۱۹۴۰ وارد جنگ جهانی دوم گردید، تمام پخش برنامه‌ها قطع شد و بعد از ۹ سال پس از پایان جنگ، در روز ۳ ژانویه ۱۹۵۴ فعالیت جدی خود را دوباره آغاز کرد.
دو سازمان تلویزیون عمومی اصلی دارای بیشترین بیننده هستند: شبکه رای تحت مالکیت دولت که در ماه مهٔ ۲۰۱۴، ۳۷ درصد از کل بیننده‌ها را به خود اختصاص داده بود، و مدیاست، شبکهٔ رسانه تجاری که حدود ۳۳ درصد از کل بیننده‌ها را جذب خود کرده بود. شعبه ایتالیایی رسانه برادران وارنر. دیسکاوری با جذب ۵٫۸ درصد از مجموع بیننده‌ها، سومین رسانه اصلی بود.